# TV3 (Malaisie)
TV3 est une chaîne de télévision malaisienne appartenant à Media Prima Berhad.